# Cheng Hao
Chéng Hào (en chino simplificado, 程顥, 1032–1085), nombre de cortesía Bóchún (en chino, 伯淳), fue un filósofo y político chino de Luoyang, China. En su juventud, él y su hermano menor Cheng Yi fueron estudiantes de Zhou Dunyi, uno de los arquitectos de la cosmología neoconfuciana. Su filosofía era dualista (entre todo lo tangible y todo lo intangible) y panteísta (creyendo que todo lo intangible es lo mismo, como dios, la naturaleza humana, los sentimientos, las acciones (vemos las cosas actuando, pero no el la acción misma), el movimiento, los roles y relaciones sociales, el azar, etc., y que tal principio universal unificado está en todo lo que es sensible [más que en una realidad externa como en el platonismo]).

## Biografía
El abuelo de Hao era magistrado del condado en Huangpi y murió allí mientras ocupaba ese cargo. El padre de Hao, Cheng Xiang (en chino, 程珦) todavía era joven en ese momento y no pudo regresar a Luoyang, por lo que se vio obligado a crecer en Huangpi. Más tarde se convirtió en magistrado del condado (en chino, 縣尉; pinyin, xiànwèi), momento en el que nacieron sus dos hijos, Hao y Yi. En 1057, Hao aprobó los exámenes imperiales y se convirtió en un erudito ingresado. Posteriormente se desempeñó como empleado administrativo en el condado de Hu, Shaanxi, como empleado administrativo en el condado de Shangyuan (un área ahora ubicada en Nankín), como director administrativo en Zezhou, así como como ministro de ceremonia, censor, funcionario de impuestos y tarifas, un ministro de ceremonia para las fuerzas armadas y varios otros cargos.
Cheng Hao y Cheng Yi estuvieron entre los pioneros del neoconfucianismo de la dinastía Song, y a menudo se les atribuye su creación formal junto con Zhu Xi y varios otros eruditos. A los dos hermanos a veces se les llamaba «Los Dos Cheng» (en chino, 二程), o individualmente como «Cheng el Viejo» (en chino, 大程) y «Cheng el Joven» (en chino, 小程). Se ocuparon extensamente de la cosmología en sus estudios, aplicando los principios neoconfucianos a sus estudios de los cuerpos celestes. En particular, los hermanos identificaron y aplicaron el principio de Orden Divino o Natural, llamado li, al del Tian, los Cielos, como su poder original y rector. Hao estableció escuelas en Fugou y Songyang (en la actual Dengfeng). A lo largo de su vida promovió la opinión de que el estudio y la erudición eran medios para convertir a los hombres en sabios. Hao murió en 1085 a la edad de cincuenta y tres años.

## Legado
Hao era conocido como un hombre extrovertido, relajado y animado, en contraste con su severo hermano menor. A medida que la popularidad del neoconfucianismo creció a lo largo del segundo milenio, los dos hermanos Cheng junto con Zhou Dunyi, Zhang Zai, Shao Yong y Sima Guang se hicieron conocidos como «Los seis maestros del Song del norte» (en chino, 北宋六先生) por sus contribuciones filosóficas.
Hao también recibió varios títulos póstumos: en 1220 el emperador le dio el nombre póstumo de «Señor de la Pureza» (en chino, 純公). En 1241 recibió el título póstumo de «Bo [Conde] de Henan». En 1330, un decreto imperial convirtió a Hao en el «Señor del Reino Yu [Henan]» póstumo.
Los descendientes de Cheng Hao ostentaba el título de Wujing Boshi (五經博士; Wǔjīng Bóshì).